# Kervignac
Kervignac ist eine französische Gemeinde mit 7085 Einwohnern (Stand 1. Januar 2022) im Département Morbihan in der Region Bretagne. Die Bewohner werden Kervignacois und Kervignacoises genannt.

## Geographie
Die Gemeinde liegt im Südwesten des Départements östlich der Agglomeration von Lorient.
Kervignac grenzt im Norden an die Gemeinden Hennebont und Languidic, im Osten an Brandérion und Nostang, im Süden an Merlevenez, im äußersten Südwesten an Locmiquélic sowie im Westen an den Blavet, über den es durch die Pont du Bonhomme mit Lanester verbunden ist. Der namensgebende Ort Kervignac liegt in der Mitte der Gemeinde.

## Geschichte
Aus prähistorischer Zeit finden sich auf dem Gebiet der Gemeinde einzelne Dolmen. Auch die Kelten hinterließen Relikte in Kervignac. Im Norden der Gemeinde verlief die Römerstraße von Vannes nach Quimper. Im 6. Jahrhundert n. Chr. wurde unter dem Namen Plebs Veneaca erstmals eine Pfarrei auf dem Gebiet der Gemeinde erwähnt. Der Ortsname veränderte sich über Plou Vénéac und Chervenac auf Kerveniac im Jahr 1280 und schließlich auf das heutige Kervignac. Die Gemeinde Kervignac wurde 1790 als Hauptort eines Kantons mit Merlevenez, Sainte-Hélène und Nostang gegründet. Im Jahr 1801 ging dieser jedoch in den Kanton Port-Louis auf.
Die Schrägseilbrücke Pont du Bonhomme über den Blavet aus den Jahren 1900–1904 wurde 1974 durch einen Neubau ersetzt. Von der alten Brücke blieben die beiden 37 Meter hohen Pylone erhalten.
Seit den 1980er Jahren verzeichnet Kervignac mit einer Verdoppelung der Einwohnerzahl von ca. 3000 auf ca. 6000 ein erhebliches Bevölkerungswachstum.

## Bevölkerungsentwicklung
| Jahr                       | 1962 | 1968 | 1975 | 1982 | 1990 | 1999 | 2007 | 2019 |
| Einwohner                  | 2128 | 2119 | 2352 | 2969 | 3681 | 4113 | 5173 | 6786 |
| Quellen: Cassini und INSEE |      |      |      |      |      |      |      |      |

## Sehenswürdigkeiten
- Dolmen Dolmen Tri-Men (bretonisch: En Tri Men) bei Castello im Norden der Gemeinde, seit 1934 als Monument historique eingeschrieben
- Kirche Notre Dame de Pitié in Kervignac (1956–1958)
- Kapelle Notre Dame de la Clarté in Lacadour (15. Jahrhundert), seit 1925 als Monument historique eingeschrieben
- Kapelle Saint Efflam im Süden der Gemeinde (19. Jahrhundert)
- Monumentalkreuz, genannt Croix armoriée (mit Wappen geschmückt) von Kério (16. Jahrhundert), seit 1934 als Monument historique eingeschrieben
- Schloss Locguénolé (19. Jahrhundert)

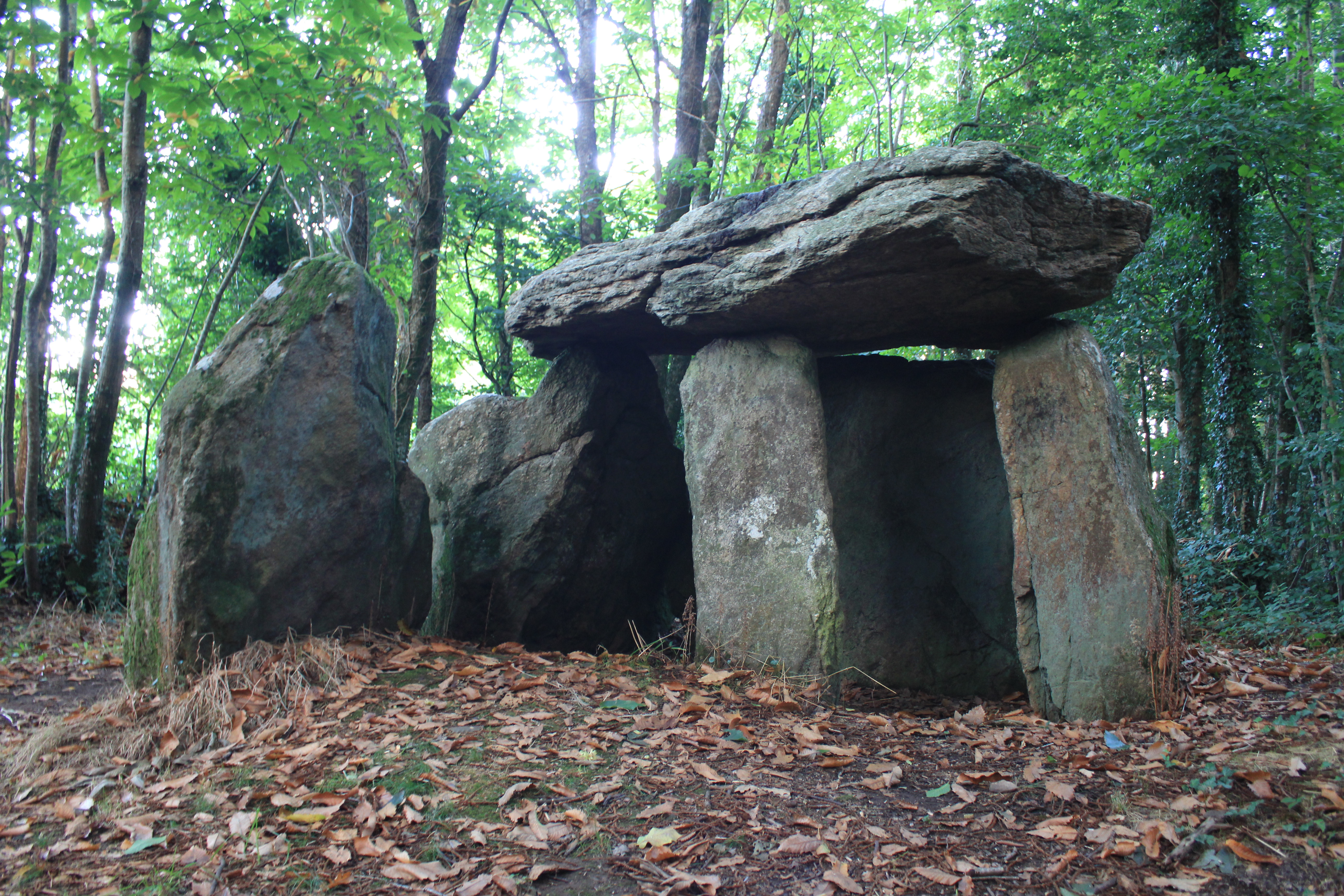
Dolmen de Tri-Men-de-Castello
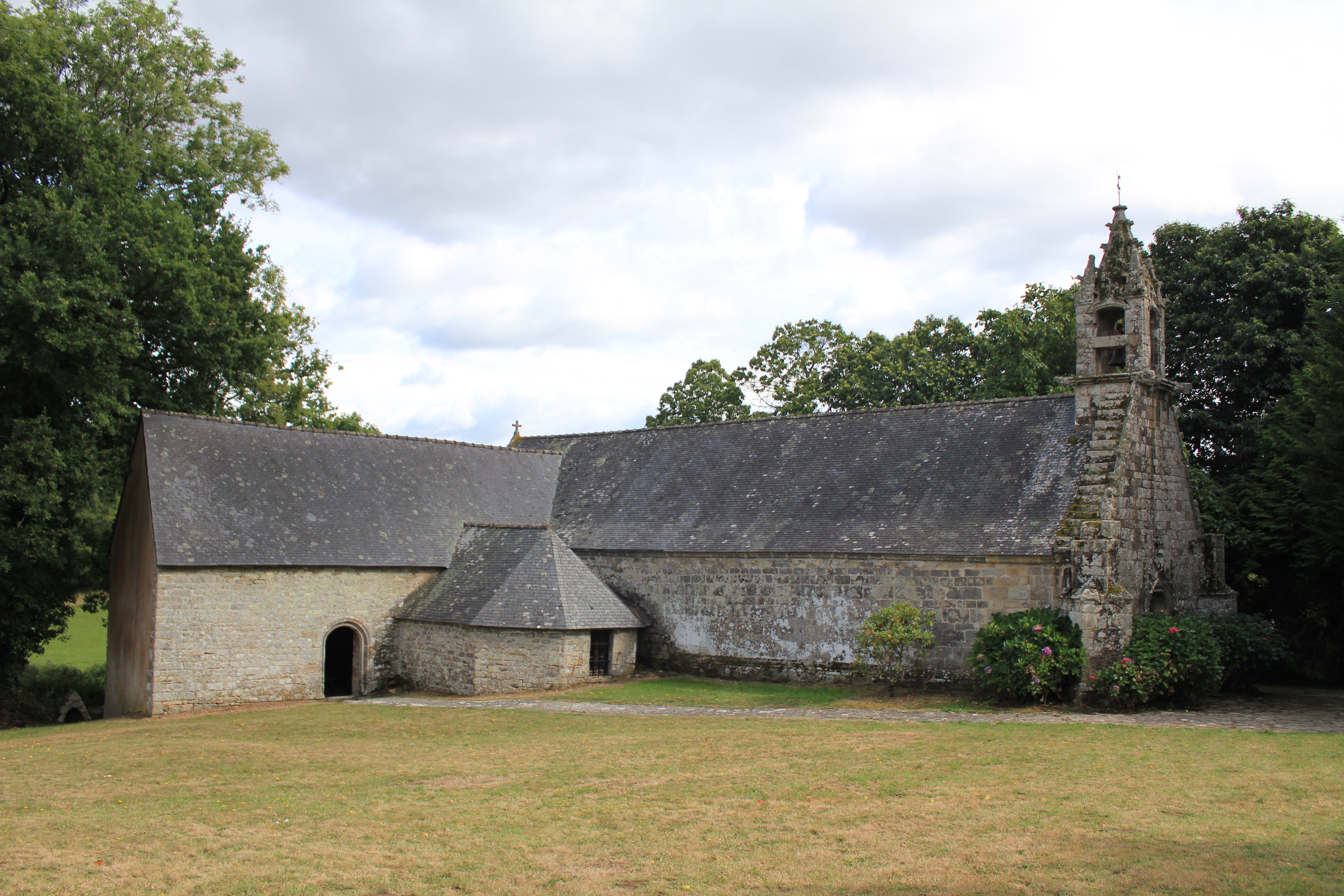
Kapelle Notre Dame de la Clarté
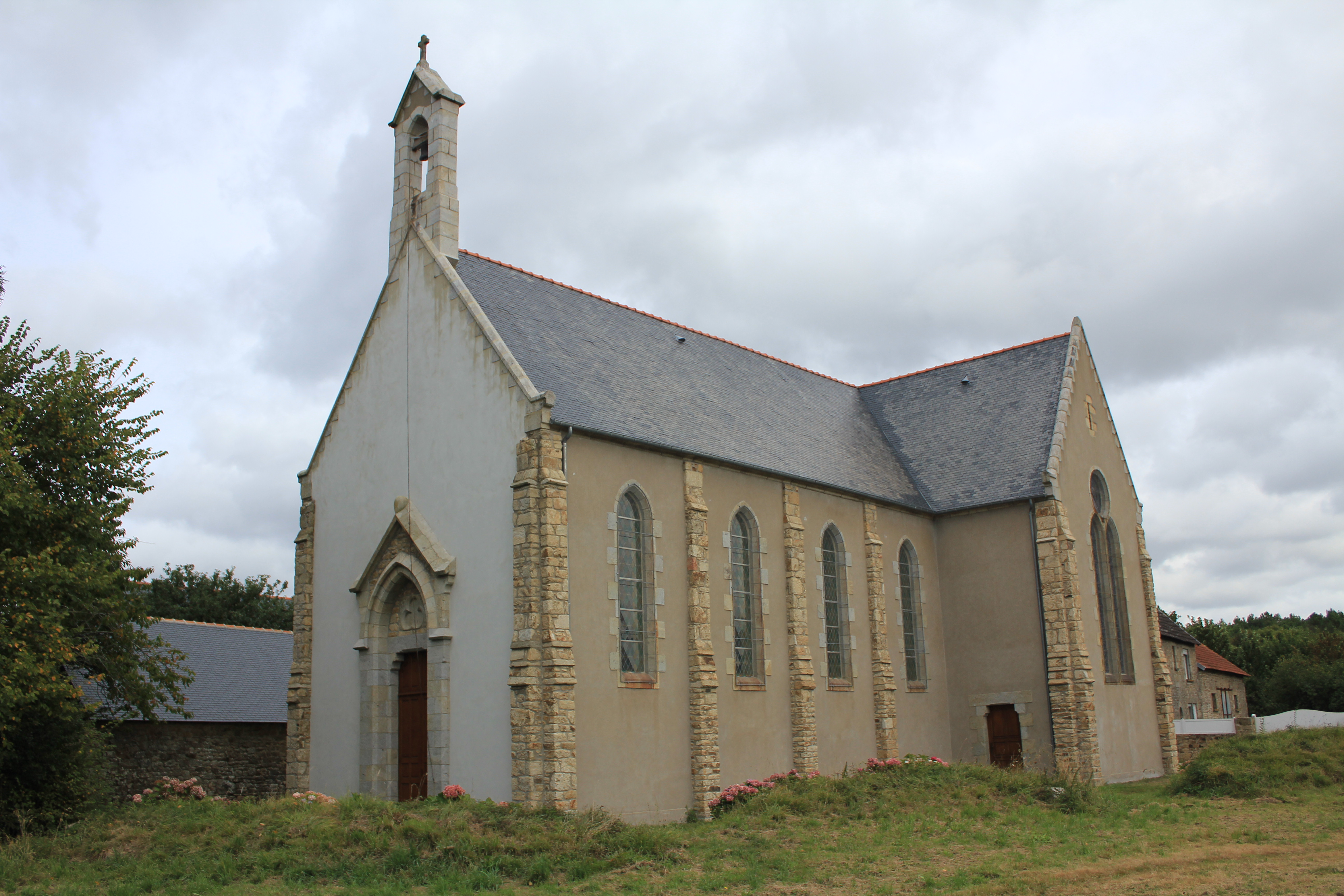
Kapelle Saint-Efflam
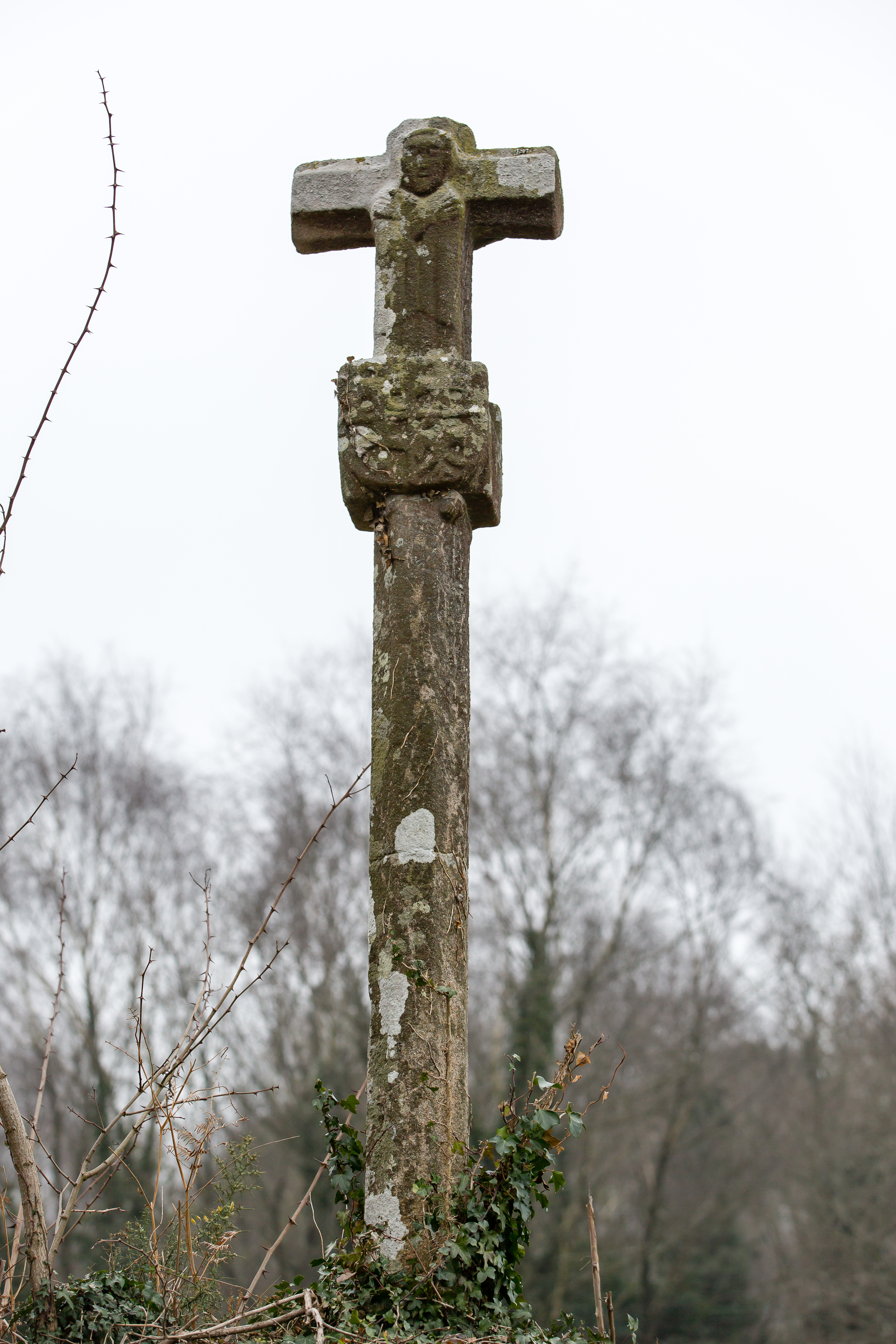
Rückseite des Croix armoriée

## Wirtschaft und Infrastruktur
Die Gemeinde hat fünf Gewerbegebiete ausgewiesen und im Gemeindegebiet sind 2416 Arbeitsplätze statistisch erfasst (Stand: 2023).

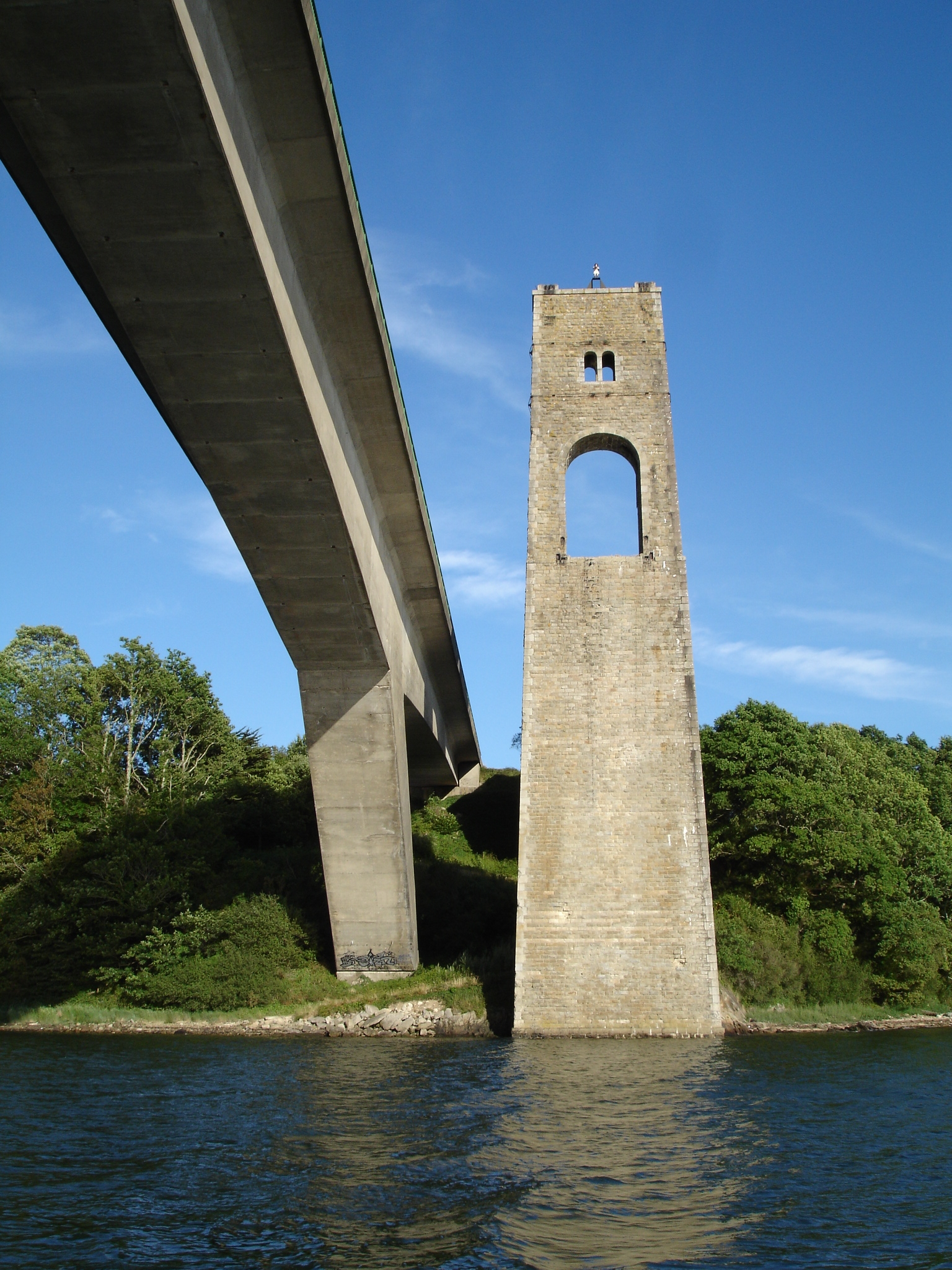
Pont du Bonhomme mit Pylon der alten Brücke

### Verkehr
Die D194 verbindet Kervignac über die Pont de Bonhomme mit Lanester und der Agglomeration von Lorient westlich des Blavet. Die D9 sorgt für die Nordverbindung nach Hennebont und die Südverbindung mit den Anliegergemeinden der Ria d’Étel. Die D781 quert den Westen der Gemeinde und verbindet die Orte östlich des Blavet miteinander. Den Norden Kervignacs durchschneidet die Schnellstraße N165 (Brest – Nantes), die Auffahrt zur N165 erfolgt über die D781 in der Nachbargemeinde Hennebont. Auf dem Gemeindegebiet zweigt die Schnellstraße N24 nach Rennes von der N165 ab. Die erste Auffahrt zur N 24 liegt an der ebenfalls den Norden Kervignacs querenden D765 von Hennebont nach Brandérion.
Busverbindungen (montags bis samstags) bestehen nach Lanester – Lorient sowie Belz – Étel. Die nächsten Bahnhöfe im Regionalverkehr liegen in Hennebont und Brandérion, mit Fernverkehrsanschluss in Lorient und Auray. Der nächstgelegene Flughafen ist Lorient Bretagne Sud.